# Maria Cinta Cid i Xutglà
Maria Cinta Cid i Xutglà (Tortosa, 1956) és una doctora catalana, professora de la Universitat de Barcelona i experta reconeguda en malalties autoimmunitàries, més concretament en vasculitis sistèmiques.

## Biografia
Nascuda a Tortosa, el 1979 es va llicenciar en medicina a la Universitat de Barcelona. Va continuar els estudis a la mateixa universitat, doctorant-se en medicina i cirurgia el 1989, amb un premi extraordinari.
Va començar la seva trajectòria professional el 1980 a l'Hospital de Bellvitge, i posteriorment va fer el MIR a l'Hospital Clínic de Barcelona, on esdevindria especialista en medicina interna el 1985 i metge consultor sènior el 2010. També ha fet de professora a la Facultat de Medicina de la Universitat de Barcelona, assumint diversos càrrecs des de 1988.
Dins el seu àmbit d'expertesa, ha participat en l'elaboració de guies clíniques vinculades a la vasculitis i a la polimiàlgia reumàtica, publicades en revistes de referència. És o ha sigut responsable d'un grup de recerca de l'IDIBAPS especialitzat en vasculitis. La seva línia de recerca és l'estudi dels mecanismes involucrats en la perpetuació de la inflamació i remodelatge vascular en les vasculitis sistèmiques. En aquest camp, ha participat en diversos assajos clínics internacionals, i ha sigut investigadora principal en nombrosos projectes.
Ha fet d'avaluadora de projectes de recerca per a diverses agències del Regne Unit, de França, dels Països Baixos i de Nova Zelanda, i de revisora en diverses revistes de renom internacional en el seu sector, com The New England Journal of Medicine, Annals of Internal Medicine, Annals of the Rheumatic Diseases, Arthritis and Rheumatology o Nature Reviews in Rheumatology, entre d'altres. També ha dirigit més d'una desena de tesis doctorals, així com de diverses tesines. Com a autora o coautora, ha publicat més de 150 articles en revistes indexades, sent-ne l'autora principal en més de la meitat dels articles.
Casada amb Elies Campo Güerri, és mare de tres fills, un dels quals Elies Campo. Fou una de les persones espiades amb programari Pegasus en el marc de l'operació Catalunya, escàndol que es va conèixer amb el nom de Catalangate.

## Premis i reconeixements
El 2002 va rebre el Premi Pfizer al millor article sobre envelliment i qualitat de vida publicat en l'àmbit de l’Estat Espanyol. El 2012 va rebre el Premi a l’Excel·lència Professional en Recerca Biomèdica atorgat pel Consell de Col·legis de Metges de Catalunya i el 2016 va ingressar a la Reial Acadèmia de Medicina de Catalunya. El 2022 fou reconeguda com a Master of the American College of Rheumatology.